# Elektrophile Substitution
Die elektrophile Substitution (kurz SE) ist ein Reaktionstyp in der organischen Chemie. Sie bezeichnet Substitution eines Atoms oder einer Atomgruppe durch ein Elektrophil, einer Atomgruppe, die an einer Position einen Elektronenmangel aufweist. Dieses geht bevorzugt Reaktionen mit elektronenreichen Spezies, beispielsweise mit ungesättigten Kohlenstoffverbindungen und vor allem mit Aromaten ein. 
Sowohl die eintretende als auch die austretende Gruppe sind in der Regel kationisch. Die elektrophile Substitution ist fast ausschließlich an aromatischen Systemen anzutreffen.
→ siehe Hauptartikel zur elektrophilen aromatischen Substitution

## Lösungsmitteleffekte
Die elektrophile Substitution verläuft oft über eine ionische Zwischenstufe und läuft daher oft in polaren Lösungsmitteln schneller ab als in unpolaren. Dies ist darin begründet, dass polare Lösungsmittel die auftretenden polaren Übergangszustände oder Zwischenstufen besser zu stabilisieren vermögen, als unpolare Lösungsmittel.